# Texola callina
Texola callina är en fjärilsart som beskrevs av Jean Baptiste Boisduval 1869. Texola callina ingår i släktet Texola och familjen praktfjärilar. Inga underarter finns listade i Catalogue of Life.